# Steyr 6230 CVT
Steyr 6230 CVT – ciągnik rolniczy marki Steyr (CNH Industrial Oesterreich GmbH). Obecnie jest produkowana druga generacja serii 6 CVT, a model ten po modernizacji posiada oznaczenie 6240 CVT.

## Parametry techniczne
Pojazd jest ciągnikiem uniwersalnym, wyposażonym m.in. w automatyczną redukcję prędkości obrotowej silnika, aktywne zarządzanie wydajnością i systemy S-tronic lub ecotronic. Posiada skrzynię biegów z przekładnią bezstopniową. Spełnia normę unijną Tier 4a. Pozostałe parametry:
- nominalna moc silnika – 167 kW (228 KM),
- pojemność silnika – 6,7 litra z intercoolerem i wtryskiem common rail,
- liczba cylindrów – 6,
- szklane okno w dachu zapewniające kontrolę ładowacza,
- napęd – 4WD z mechanizmem różnicowym[1].

## Nagroda
Ciągnik uzyskał tytuł Maszyny Rolniczej Roku 2015 w kategorii maszyny z importu w konkursie Instytutu Technologiczno-Przyrodniczego w Falentach.